# Eilema tardenota
Eilema tardenota är en fjärilsart som beskrevs av De Toulgoët 1971. Eilema tardenota ingår i släktet Eilema och familjen björnspinnare. Inga underarter finns listade i Catalogue of Life.